# Fram-medaljen
Fram-medaljen er en norsk civil medalje indstiftet af kong Oscar 2. den 9. september 1896.
Medaljen var oprindelig belønning til deltagerne i Fridtjof Nansens Fram-ekspedition 1893–1896. Medaljen blev også tildelt deltagerne i Otto Sverdrups ekspedition med "Fram" 1898–1902. Medaljen blev indstiftet samme dag, som Nansens ekspedition returnerede til Kristiania.

## Udformning
Medaljen er præget i sølv. På advers bærer den Oscar 2.s portræt sammen med valgsproget "BRODERFOLKENES VEL". Advers er identisk med Kong Oscar 2.s medalje til belønning for fortjenstlig virksomhed. Revers bærer ekspeditionsskibets navn, nordstjernen, og årstallene 1893 og 1896. Medaljen har en kongekrone på toppen. Medaljebåndet er rødt med en hvidkantet blå stribe i midten, Norges flagfarver.
Fram-medaljen er udført af møntgravør Ivar Throndsen, som udførte kongeportrættet på forsiden efter en original udført af den tyske møntgravør Wilhelm Kullrich. 

## Modtagere
Medlemmer af Fridtjof Nansens «Fram»-ekspedition 1893–1896:
- Fridtjof Nansen
- Otto N. Sverdrup
- Sigurd Scott Hansen
- Henrik Greve Blessing
- Theodor Claudius Jacobsen
- Adolf Juell
- Hjalmar Johansen
- Bernhard Nordahl
- Anton Amundsen
- Ivar Otto Irgens Mogstad
- Peder Leonard Hendriksen

Medlemmer af Otto Sverdrups "Fram"-ekspedition 1898–1902:
- Victor Baumann
- Gunnar I. Isachsen
- Oluf L. Raanes
- Karl B. Olsen
- Jacob B. Nødtvedt
- Rudolf Stoltz Amundsen
- Adolf Henrik Lindstrøm
- Ivar Olsen Fosheim
- Sverre H. Hassel
- Herman Georg Simmons
- Edvard Bay